# Klecie (województwo podkarpackie)
Klecie – wieś sołecka w Polsce położona w województwie podkarpackim, w powiecie dębickim, w gminie Brzostek.

## Części wsi
| SIMC    | Nazwa     | Rodzaj    |
| ------- | --------- | --------- |
| 0814790 | Poręby    | część wsi |
| 0814808 | Postronie | część wsi |
| 0814814 | Stawiska  | część wsi |
| 0814820 | Zawodzie  | część wsi |

## Położenie
Klecie znajdują się na pograniczu Pogórza Ciężkowickiego i Pogórza Strzyżowskiego. Przez miejscowość przepływa rzeka Wisłoka oraz potok Gogołówka. Rozciągnięta jest wzdłuż drogi krajowej nr 73, biegnącej z Wiśniówki do Jasła.
W najbliższej okolicy znajdują się wsie: Skurowa, Brzostek, Januszkowice, Błażkowa, Bukowa.

## Historia

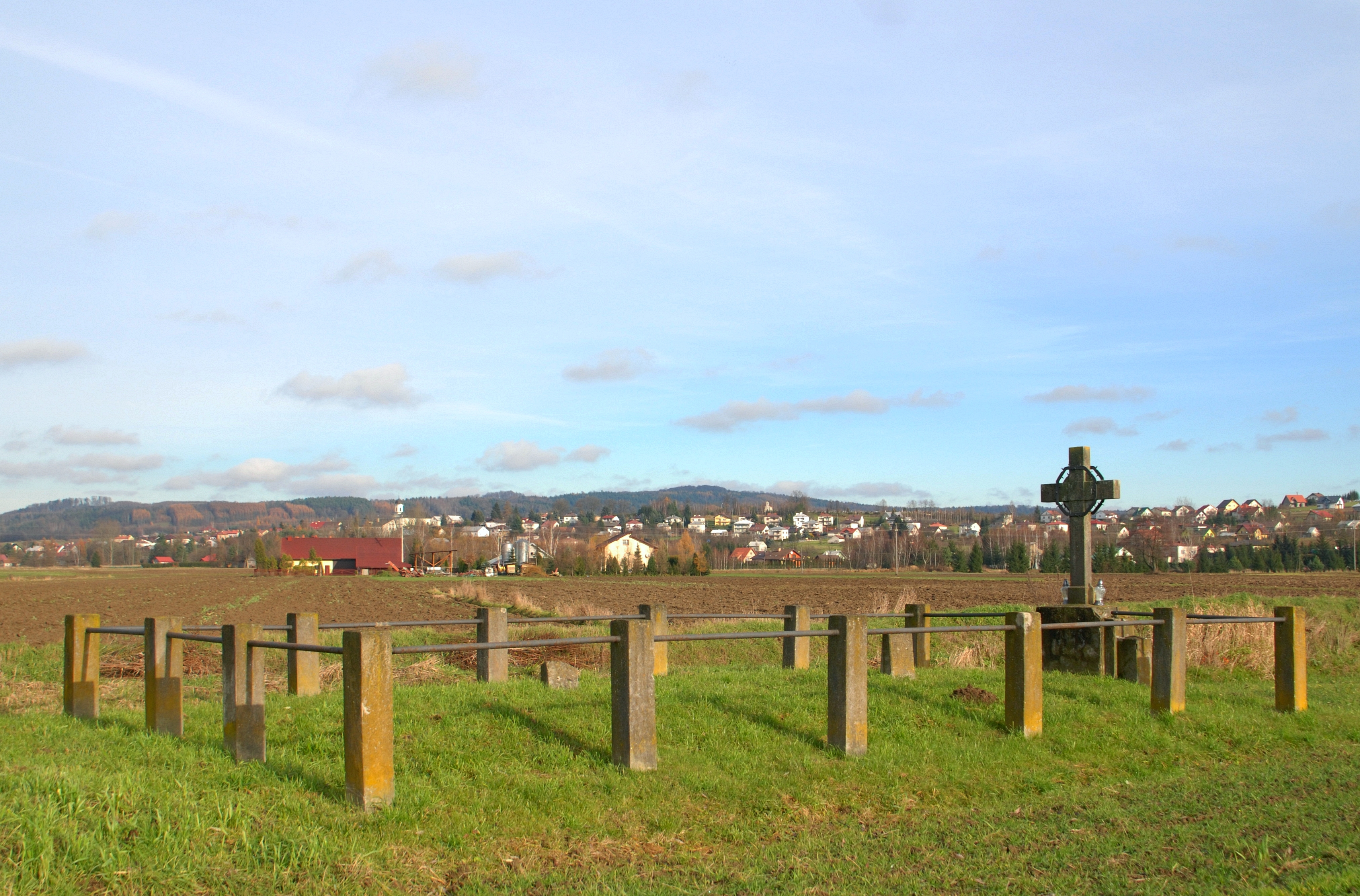
Klecie – cmentarz wojenny nr 221 z 1915

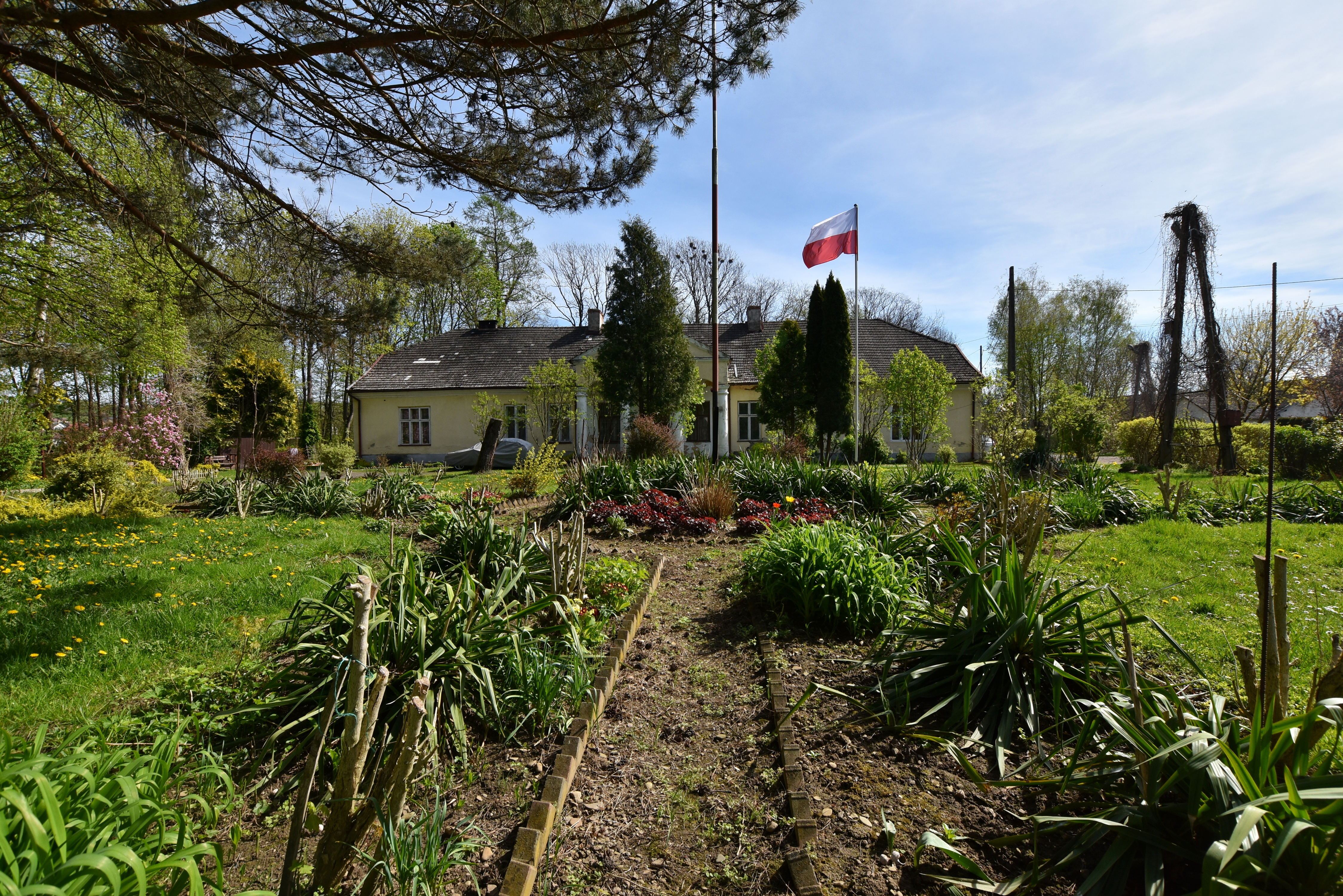
Pozostałości dworu

Pierwsze ślady pobytu człowieka w okolicy pochodzą z neolitu (3500–2000 lat p.n.e.). Ludzie osiedlali się tutaj także w epoce brązu. W sąsiedniej Przeczycy istniał wtedy obronny gród, prawdopodobnie zależny od państwa Wiślan.
Pierwszy raz wieś Klecie (pod nazwą Clececi) została wymieniona w dokumentach legata papieskiego Idziego w latach 1123–1125, zatwierdzających posiadłości opactwa benedyktynów w Tyńcu. Oprócz niej w dokumencie pojawiają się nazwy: Pilzno, Brzostek (jako Brestek), Dęborzyn (jako Doborin) oraz Vnochovichi (prawdopodobnie Januszkowice). W tamtym czasie największą z tych osad były Klecie, będące wówczas sanktuarium św. Leonarda – znajdował się tu kościół, słynący z licznych cudów. Od XIV w. miejscowość była siedzibą rozległego dekanatu, obejmującego m.in. Jasło, Biecz, Zręcin czy Nowy Żmigród.
W 1353 r. wsie w okolicy Brzostku weszły w posiadanie trzech braci: Piotra, Chodka i Ostaszka, którzy otrzymali je od Kazimierza Wielkiego w zamian za zasługi w walkach na Rusi. Wśród nich znalazły się Klecie, Januszkowice i Skurowa – prawa do tych trzech miejscowości rościli sobie także opaci tynieccy. Stały się one przedmiotem sporów, w których interweniowali papieże. Ostatecznie Klecie podzielono pomiędzy benedyktynów oraz synów Piotra: Iwana i Dymitra.
Po utracie wsi benedyktyni zaangażowali się w rozwój sąsiedniego Brzostku – miejscowość stopniowo zaczynała wzrastać na znaczeniu, na czym cierpiały Klecie. 18 czerwca 1367 opat tyniecki Jan wydał przywilej zezwalający na założenie w Brzostku miasta. W dokumencie znalazł się zapis o nadaniu ziemi pod budowę kościoła, co doprowadziło do przeniesienia siedziby parafii z Kleci do Brzostku przed 1428 r. Pozostał po niej drewniany kościół, który spłonął w 1657 r., podczas najazdu księcia siedmiogrodzkiego Jerzego Rakoczego.
W następstwie rozbiorów Polski miejscowość weszła w skład zaboru austriackiego (Galicji), znalazła się najpierw w cyrkule pilzneńskim, a po zmianie granic, w cyrkule dukielskim. W latach 1854–1867 wieś znajdowała się w powiecie brzosteckim, włączonym później do powiatu pilzneńskiego. W trakcie I wojny światowej, 7 maja 1915 r., pod Brzostkiem miało miejsce starcie stoczone w ramach operacji gorlickiej. W okolicy zginęło wówczas ok. 2000 żołnierzy, czego pozostałością są m.in. znajdujące się w Kleciach dwa cmentarze o numerach 220 i 221. W listopadzie 1918 roku, miejscowość znalazła się w granicach nowo utworzonego państwa polskiego jako część powiatu pilzneńskiego, jednak w 1932 roku okolice Brzostku wraz z Kleciami wcielono do powiatu jasielskiego.
W latach 1954–1961 wieś należała i była siedzibą władz gromady Klecie, po jej zniesieniu w gromadzie Brzostek.
Po II wojnie światowej Klecie włączono do województwa rzeszowskiego, a w latach 1972–1998 znajdowały się one w województwie tarnowskim. W 1999 roku miejscowość znalazła się w województwie podkarpackim.

## Demografia
Ludność Kleci w poszczególnych latach:

- 1810 – 358[14]
- 1883 – 378[22]
- 1997 – 592[23]
- 2001 – 636[24]
- 2002 – 638[25]
- 2003 – 642[26]
- 2004 – 635[27]
- 2005 – 619[28]
- 2006 – 623[29]
- 2007 – 635[30]
- 2008 – 639[31]
- 2009 – 638[32]
- 2010 – 635[33]
- 2011 – 640[34]
- 2012 – 642[35]
- 2013 – 653[36]
- 2014 – 654[37]
- 2015 – 656[38]
- 2016 – 662[39]
- 2017 – 662[40]
- 2018 – 666[41]
- 2019 – 662[42]
- 2020 – 654[43]
- 2021 – 649[44]

Liczba ludności Kleci w latach 1810–2021:

## Infrastruktura

### Transport
Miejscowość położona jest przy drodze krajowej nr 73, biegnącej z Wiśniówki do Jasła. Ponadto wieś połączona jest z Frysztakiem drogą powiatową nr 1323R.

### Infrastruktura techniczna
Przez Klecie przebiega sieć najwyższego napięcia 400 kV Tarnów – Krosno Iskrzynia.

## Bezpieczeństwo i zdrowie
Klecie znajdują się na terenie działania OSP w Brzostku. Służbę w miejscowości pełni dzielnicowy z Komisariatu Policji w Brzostku.

## Edukacja
W miejscowości znajdują się budynki Zespołu Szkół Centrum Kształcenia Rolniczego im. Jana Pawła II w Brzostku.

## Religia
Wieś należy do parafii brzosteckiej, znajdującej się w dekanacie Brzostek, w diecezji rzeszowskiej. Jej siedziba niegdyś znajdowała się w samych Kleciach, jednak przeniesiono ją ze względu na rosnące znaczenie Brzostku.

## Zabytki
W Kleciach znajduje się pięć zabytków wpisanych do rejestru:
- cmentarz wojenny nr 220
- ogrodzenie cmentarza wraz z bramą
- kaplica pw. św. Leonarda z 1890 r.
- cmentarz wojenny nr 221
- park dworski z drugiej połowy XIX w.